# Hypena herbigrada
Hypena herbigrada là một loài bướm đêm trong họ Erebidae.